# Berlin-Totale: Räumung eines Häuserkomplexes
Berlin-Totale: Räumung eines Häuserkomplexes ist ein Dokumentarfilm der Staatlichen Filmdokumentation beim Staatlichen Filmarchiv der DDR von Gerd Barz aus dem Jahr 1979.

## Handlung

### Vor der Räumung
Der Blick geht über ein nur noch zu Teilen existierenden Altbaugebiet, mit bereits im Hintergrund stehenden Neubauten. Die Straßenschilder weisen auf die Kreuzung Marzahner Chaussee, Ecke Straße der Befreiung hin, wo ein reger Auto-, Bus- und LKW-Verkehr herrscht. Hier, wo man sich entscheiden muss, ob man weiter in Richtung Berlin-Marzahn fahren, oder nach Berlin-Weißensee abbiegen will, stehen noch mehrere Mietshäuser, die geräumt werden müssen, um Platz für weitere Neubauten zu schaffen. Die Häuser sind zum großen Teil noch bewohnt, während zum Beispiel im vorderen Teil eines Hauses ein Geschäft für Spirituosen bereits geschlossen ist, existiert noch ein Laden für Damenbekleidung und auf dem Hinterhof gibt es noch eine Karosseriewerkstatt, deren Beschäftigte gerade Pause machen. Zwischendurch sieht man Grundstücke, deren Häuser bereits abgerissen wurden, während an einem Grundstück mit Gartenhaus ein Schild befestigt ist, dass es vorerst noch nicht geräumt wird, um eventuelle Diebe abzuhalten. Auf anderen Höfen herrscht ein normales Leben, Wäsche wird aufgehängt, der Rasen wird gemäht und Kinder spielen.

### Mieterversammlung
In einem bereits neu errichteten Gebäude findet eine Informationsveranstaltung für die Bürger statt, die in der nächsten Zeit mit einer Räumung rechnen müssen. Geleitet wird die Veranstaltung vom Mitglied der SED Genossen Hahn, Leiter der Gruppe Verlagerung und Räumung beim Rat des Stadtbezirks Berlin-Lichtenberg, Abteilung Wohnungspolitik sowie einer Mitarbeiterin, die für die Betroffenen die Ansprechpartnerin sein wird. Er beginnt mit einer Erinnerung daran, dass die Zielstellung der SED lautet, bis zum Jahr 1990 das Wohnungsproblem in der DDR gelöst zu haben. Deshalb müssen die hier anwesenden Mieter Platz für neue Wohnhäuser schaffen. Die Versammlung verläuft in einer ruhigen und sachlichen Atmosphäre und es können fast alle gestellten Fragen beantwortet werden. Auch der Besitzer eines Mietshauses geht zufrieden nach Hause, als ihm gesagt wird, dass er sich nicht um die eventuell anfallenden Probleme beim Umzug seiner Mieter kümmern muss. Auch der Wunsch einer alten Dame, nicht mehr in eine neue Wohnung zu ziehen, sondern gleich einen Platz im Altenheim zu bekommen, wird geklärt werden. Vor der Veranstaltung wurde den Anwesenden ein Wohnungsantrag übergeben, den sie bitte mit ihren Wünschen und Vorstellungen bezüglich der Wohnungsgröße, Alt- oder Neubauwohnung und vielen anderen Fragen abgeben sollen, um so weit wie möglich in ihrem Interesse agieren zu können.

### Der Umzug
Für einige Familien ist der Tag des Umzugs gekommen. Auf die Frage wohin es geht, antwortet eine junge Frau, dass sie nach Marzahn ziehen. Eine Altbauwohnung wäre sicherlich geräumiger gewesen, jedoch überwiegen die Vorteile einer Neubauwohnung, mit Fernheizung und Warmwasser, da man sich doch viel Arbeit spart. Eine weitere Familie wohnte seit dem Frühjahr 1976 im Seitenflügel eines dieser Abrisshäuser, ursprünglich in einer Mansardenwohnung im 4. Stock. Im vorigen Jahr sind sie in eine Zweizimmer-Wohnung im 1. Stock gezogen und freuen sich, nun in eine Dreizimmer-Neubauwohnung, mit all ihren Vorteilen zu ziehen, da nach ihrer Tochter noch ein weiteres Kind geplant ist. Mit dem Umzug hatten sie organisatorisch und finanziell nichts zu tun, nur der Termin musste abgestimmt werden. Nach einer kurzen Fahrt mit dem Möbeltransportauto, konnten sie nun ihr neues Heim in der Straße der Befreiung 77 beziehen und blicken zum Abschluss der Dreharbeiten vom Balkon auf das weiter wachsende Wohngebiet.

## Produktion und Aufführungen
Dieser Film wurde durch die Staatliche Filmdokumentation am Filmarchiv der DDR mit dem Reihentitel Berlin-Totale. Ein Filmdokument der Staatlichen Filmdokumentation. III. Lebens- und Wohnverhältnisse. 3. Räumung eines Häuserkomplexes gedreht. Er war schwarzweiß im 16-mm-Format und   nicht für eine öffentliche Aufführung vorgesehen.
2019 wurde er zusammen mit einigen weiteren Filmen aus dieser Reihe im Zeughauskino Berlin gezeigt, nachdem diese vor einigen Jahren wiederentdeckt worden waren.